# Cirat
Cirat – gmina w Hiszpanii, w prowincji Castellón, we wspólnocie autonomicznej Walencja, o powierzchni 41,1 km². W 2011 roku liczyła 247 mieszkańców.